# SN 2004cn
SN 2004cn – supernowa typu Ia odkryta 17 kwietnia 2004 roku w galaktyce A122728+4220. W momencie odkrycia miała maksymalną jasność 21,10m.